# Acanthodendrilla levii
Acanthodendrilla levii is een sponssoort in de taxonomische indeling van de gewone sponzen (Demospongiae). Het lichaam van de spons bestaat uit kiezelnaalden en sponginevezels, en is in staat om veel water op te nemen. 
De spons behoort tot het geslacht Acanthodendrilla en behoort tot de familie Dictyodendrillidae. De wetenschappelijke naam van de soort werd voor het eerst geldig gepubliceerd in 2000 door Uriz & Maldonado.